# Suge Knight
Marion Hugh Knight, Jr. (Compton, California; 19 de abril de 1965), más conocido como Suge Knight, es el cofundador y ex CEO de Death Row Records. El sello pasó a dominar el mundo del rap después del éxito que generó Dr. Dre con su álbum The Chronic en 1992. Luego de varios años de éxito con artistas como por ejemplo 2Pac, Dr. Dre, Snoop Dogg, Tha Dogg Pound, y Outlawz, Death Row Records quedó estancado después de que Knight fuera a la cárcel en 1996 por saltarse la libertad condicional, y se declaró en quiebra en 2006. Condenado por homicidio

## Biografía
Marion Knight nació en Compton, California. Su nombre, Suge (pronunciado /ʃʊɡ/), se deriva de "Sugar Bear", (un apodo de la infancia). Él se mantuvo como un excelente estudiante y deportista, tanto es así que ganó una beca de fútbol de la Universidad de Nevada, Las Vegas, donde jugó fútbol universitario durante varios años. Después de la escuela, jugó profesionalmente para Los Ángeles Rams como jugador de reemplazo durante la huelga de la NFL en 1987. Más tarde, encontró trabajo como promotor de conciertos, y guardaespaldas de celebridades como Bobby Brown. Knight comenzó a tener problemas legales en 1987, cuando se enfrentó a los cargos de robo de automóvil, porte ilegal de armas y tentativa de asesinato; finalmente recibió libertad condicional. Dos años más tarde, formó su propia compañía musical y, al parecer, hizo su primera fortuna en el negocio por coaccionar a Vanilla Ice de firmar algunas regalías de su éxito "Ice Ice Baby" debido a las evidencias que supuestamente lo involucraban y que presentó uno de los asociados de la compañía de Knight. Luego de lo sucedido, Knight formó una "compañía de gestión de artistas", y firmó con destacados artistas de hip-hop de la Costa Oeste, como The D.O.C. y DJ Quik. 
Finalmente, se reuniría con varios miembros del grupo de gangsta rap N.W.A. En 1993, Suge tendría un hijo, Andrew, y comparten el mismo cumpleaños. Andrew vive actualmente en Los Ángeles con su madre, "Tía". Otro hijo, Taj, se dice que vive en Atlanta con su madre Davina Barnes. Más recientemente se sabe que una hija, Bailei, vive con la cantante de R&B Michel'le.

## Death Row Records
Dr. Dre de N.W.A. desea apartarse de su grupo, y su sello Ruthless Records, dirigida por Eazy-E, otro miembro de N.W.A. Según el gerente de N.W.A. Jerry Heller, Knight y sus secuaces amenazaron a Heller y a Eazy-E con tubos metálicos y bates de béisbol, con el fin de garantizar la liberación de Dre. Finalmente, Dre logró ser cofundador de Death Row Records en 1991 y Knight se comprometió a hacer famoso a un grupo llamado "the Motown of the '90s". 
Hubo un tiempo en que Suge Knight hizo bien en sus proyectos; obtuvo un acuerdo de distribución con Interscope, Dre debutó en solitario en 1992, y The Chronic se convirtió en uno de los más influyentes álbumes de rap de todos los tiempos. También surgió una estrella de Dre, Snoop Doggy Dogg, cuyo álbum debut, Doggystyle, fue otro gran éxito en 1993. La firma de Dre, G-funk estilo de producción, se convirtió en una influyente parte del hip-hop, y Death Row se convirtió en un nombre de marca fiable para los fanes del gangsta rap, incluso para sus lanzamientos menores vendidos constantemente.
Mientras tanto, en Death Row se había iniciado una disputa pública con 2 Live Crew de Luther Campbell, y cuando Knight viajó a Miami para una convención de hip-hop en 1993, fue visto aparentemente con una pistola. Al año siguiente, abrió un privado, por solo nombrar una discoteca en Las Vegas, llamado Club 662, llamada así porque los números decían MOB, (debido a que Suge Knight pertenecía a los mob pirus o más conocidos como bloods, una pandilla de compton caracterizados por usar el color rojo y ser enemigos de los crips, de color azul, mob también significa mafioso) en los teclados del teléfono. En 1995, se entró en conflicto en contra de la activista C. Delores Tucker, cuya crítica acerca de la glamorizacion del estilo "gangsta" de Death Row, se cree que pudo haber contribuido a desbaratar un lucrativo trato con Time Warner.

## Encuentro con Tupac
Además de la enemistad que tenía Knight con la Costa Este, el empresario Sean Combs (también conocido como P-Daddy) tuvo un momento desagradable cuando Knight lo insultó a él y a su sello "Bad Boy Records", en público en la entrega de premios de la revista "The Source" en agosto de 1995. Puffy criticó abiertamente la tendencia de los grupos ad-libbing en las canciones de sus artistas y en los videos musicales, por otro lado Knight anunció a la audiencia de los artistas, y la industria de las cifras, "Toda persona por ahí que quiere ser un artista y desea ser una estrella, y no se quiera preocupar de que su productor discográfico esté presente en todos sus videos, en las grabaciones, bailando, venga a Death Row."
El mismo año, Knight se ofreció a pagar la fianza a Tupac Amaru Shakur, que se hallaba en prisión preventiva, si el rapero estaba de acuerdo en firmar con Death Row Records. Shakur aceptó el acuerdo y fijó el escenario para 1996 de su exitoso doble álbum "All Eyez On Me", y los éxitos "California Love" y "How Do U Want It". Shakur estaba siendo ayudado por Death Row Records a permanecer en los primeros puestos de un mercado que ya se estaba desplazando hacia la costa este y que estaba creando su propia marca de hardcore rap.

## Pérdida de Tupac Shakur y The Notorious B.I.G.
Sin embargo, la discográfica sufrió un gran golpe cuando Dr. Dre, frustrado con ser cada vez más una marioneta de la reputación que tenía la compañía, y de las inclinaciones violentas de Knight, Dr. Dre decidió abandonar y crear su propio sello Aftermath Entertainment , pero las cosas se tornaron trágicas en septiembre de 1996, cuando Shakur fue asesinado en un tiroteo automovilístico en Las Vegas.
Cuando el rival de Shakur de la costa este, The Notorious B.I.G., fue asesinado de manera similar en marzo de 1997, de inmediato surgió la especulación de que Knight estaba implicado y que la muerte de B.I.G. fue una venganza de asesinato; aunque ex artistas de Death Row como Snoop Dogg, más tarde afirmaron que Suge participó en el asesinato de Tupac, a pesar de que Suge decía que fue herido en el mismo incidente, esto más adelante se descubrió que era una farsa de Suge y que solo se cortó con los cristales rotos producidos por los disparos. Las investigaciones posteriores revelaron una red de conexiones entre Death Row Records, miembros de pandillas que habían trabajado allí, y oficiales del Departamento de Policía de Los Ángeles (LAPD), quienes a veces habían trabajado para el sello. El autor Randall Sullivan afirmó que la mayoría de las pistas encontradas por los investigadores asignados a la muerte de B.I.G. "apuntan ... directamente a Suge Knight". Mario Ha’mmonds, un convicto condenado que compartió celda con Knight en el San Luis Obispo Men’s Colony, a finales de los 90's, afirmó que Knight tomó crédito por el asesinato, y citó como diciendo, "Mi gente maneja el negocio. Ellos se hicieron cargo de él. . .". Sin embargo ninguno ha sido acusado en relación con el crimen, y Suge ha negado toda participación, pero ha ganado millones gracias a la muerte de 2pac y sus discos póstumos.

## Prisión
En 1996 Knight fue enviado a prisión por cargos de violación, quedando posteriormente en libertad condicional. En 1997 fue sentenciado a 9 años por violación. Fue puesto en libertad en el 2001. En 2003, no obstante, fue enviado a prisión nuevamente por violar la libertad condicional cuando golpeó a un aparcacoches. Los ingresos de Death Row disminuyeron rápidamente debido al encarcelamiento de Knight. Se consiguió salvar él mismo de la completa bancarrota, por liberar álbumes compilados de Snoop Dogg y álbumes póstumos de Tupac. A pesar de la firma de nuevos artistas, Suge nunca publicó ninguno de estos álbumes. También fue acusado sin pruebas  por matar a Tupac y Notorious B.I.G.[cita requerida]

## Fin de Death Row
El 4 de abril de 2006, Suge Knight se declaró en bancarrota debido a litigios civiles en su contra, en el que Lydia Harris afirmó haber sido engañada por una participación del 50% en Death Row Records. Antes de la presentación, Knight había sido condenado al pago de $107 millones a Harris. En virtud del interrogatorio por parte de los acreedores, negó tener dinero escondido en el extranjero o en una empresa de África que se ocupa de diamantes y oro. Los documentos de la quiebra presentados ese año mostraron que Knight no tenía ingresos procedentes del empleo o el funcionamiento de una empresa. Según los registros financieros, en su cuenta bancaria figuran tan solo $ 11, y poseía un valor de $ 1000 en prendas de vestir, 2.000 dólares en muebles y electrodomésticos, y 25.000 dólares en joyas. También declaró que la última vez que había comprobado la documentación financiera del sello, había sido al menos 10 años atrás. El abogado de Knight dice que su cliente seguía estando "a la cabeza" de Death Row y que había estado trabajando en la obtención de acuerdos para la distribución del catálogo del sello. Knight también declaró que había llegado a un acuerdo con Lydia Harris, diciendo "me conformé con un millón y firmó en él". Harris dijo a los periodistas que había recibido $ 1 millón de dólares de pago, pero no había estado de acuerdo en resolver el asunto. "Les digo que, yo no hice un arreglo por $ 1 millón. Eso es ridículo. Seamos realistas", dijo.
Knight se habría saltado una reunión con sus acreedores después de haberse herido en un accidente de motocicleta. Otra reunión programada con los acreedores se habría suspendido después de que Suge dijera que había experimentado una muerte en su familia. Por último el 7 de julio de 2006, el juez federal, Ellen Carroll, ordenó una quiebra al administrador de la adquisición, Suge Knight de Death Row Records, diciendo que la discográfica ha sufrido un importe bruto de la mala gestión. Comentó que "aparentemente no hay nadie a la cabeza de Death Row".
Presentó el capítulo 11 de protección de bancarrota, que permite a la empresa continuar las operaciones comerciales, mientras que se trabaja para la reestructuración. Death Row estaba siendo operado por Neilson durante el procedimiento de quiebra, mientras que Knight supervisó su estado de quiebra como un deudor en posesión. 
Knight fue sorprendido de nuevo en otra controversia con el examigo y exsocio Snoop Dogg, después de que Snoop le faltara al respeto en la revista Rolling Stone. Suge le respondió en Pagesix.com llamando a Snoop Dogg "una rata" y "un llorón", acusándolo de no estar en prisión debido a sus estrechas relaciones con la policía y huir de la "verdadera" lucha.
En junio de 2007, puso su casa de Malibu con siete dormitorios, y 9 1/2-baños, en venta por 6.2 millones de dólares ($USD) como parte de su "makeover financiero". La mansión fue finalmente vendida en diciembre de 2008 en la corte de bancarrota por $4.56 millones.
Knight ha iniciado un nuevo sello discográfico llamado Blackball Records, con su primer sencillo Young Life, y ha participado en su nuevo reality show llamado "Asuntos pendientes". El espectáculo se basa en que Knight debe disipar rumores en entrevistas: sus días con Death Row y los artistas que trabajaron con él, y la búsqueda de nuevos talentos para su sello discográfico. En abril de 2009, el espectáculo no fue bien recibido por las principales redes todo es realidad.

## Problemas posteriores

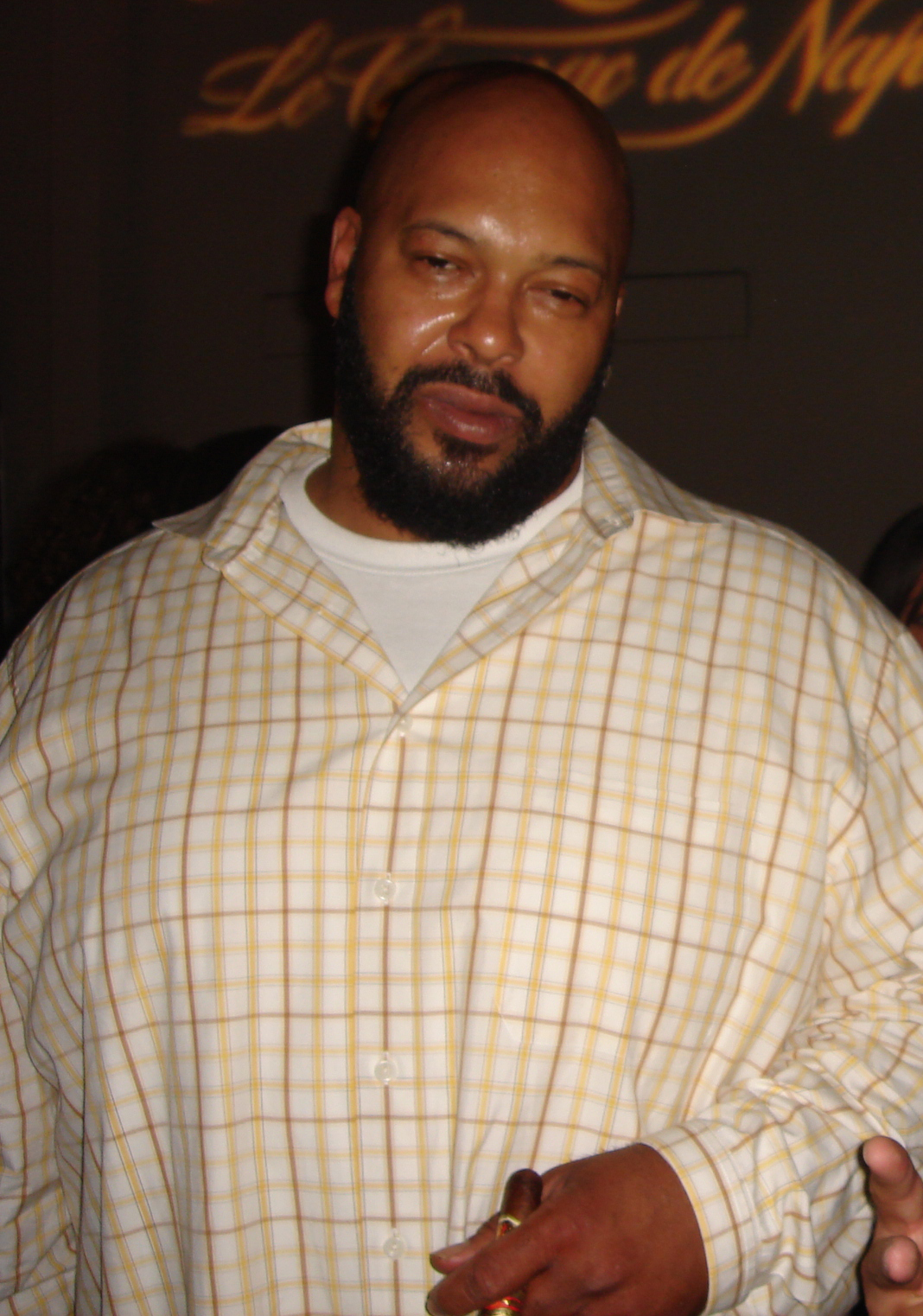
Suge en 2007.

El 10 de mayo de 2008, Knight participó en una pelea a las puertas de una discoteca en Hollywood. Fue noqueado a los 3 minutos; posteriormente fue trasladado al hospital. No quiso cooperar con la policía de Los Ángeles. Aproximadamente un mes más tarde, vendió Death Row Records a la empresa Global Music Group con sede en Nueva York, quienes confirmaron, en una declaración a la agencia de noticias Associated Press, que habían comprado la empresa.
El 27 de agosto de 2008, Knight fue detenido por cargos de consumo de drogas y asalto agravado, después de salir de un club de estripers de Las Vegas. Cuando la policía llegó al lugar, Knight fue visto agrediendo a su novia y blandiendo un cuchillo. Los informes también confirman que ambos estaban bajo la influencia del éxtasis y la hidrocodona. Más tarde fue liberado bajo una fianza de 19.000 dólares. La novia de Knight, Melissa Isaac, que estaba dispuesta a declarar en su contra en el caso de asalto, desapareció, lo que lleva a la especulación de que Knight estuvo implicado en el asunto. Hasta el 31 de octubre, la policía y los fiscales todavía no han podido contactar con la novia de Knight, Melissa Isaac, y se han presentaron cargos no formales en contra de Knight. El 5 de diciembre de 2008 Suge Knight fue absuelto de todos los cargos. El abogado de Knight, David Chesnoff, dijo que el procesamiento tenía "problemas con la investigación y el testimonio". El fiscal Susan Benedict no respondió de inmediato al comentario. Cuando se le preguntó a Knight sobre el veredicto final, respondió "Dios es bueno, Felices vacaciones". 
El 30 de octubre de 2008, Suge también presentó una demanda contra el rapero Kanye West y sus socios. La demanda se refiere a un tiroteo ocurrido en agosto de 2005, en la fiesta previa a los "Video Music Awards" de Kanye, donde Knight sufrió una herida de bala en el muslo. La demanda incluye daños mentales y físicos causados por el tiroteo, los costes de la cirugía, la pérdida de ingresos y el robo de unos pendientes de diamantes de 15 quilates, valorados en $135.000.
El 25 de enero de 2009, tuvo lugar una subasta con todo lo que fue encontrado en las oficinas de Death Row Records, después de que la compañía se declarara en bancarrota, incluyendo algunos objetos personales de Suge. La silla eléctrica de Death Row Records, que fue vendida por $2500.
El 16 de febrero de 2009, Suge fue golpeado violentamente en una fiesta privada en el Hotel W Scottsdale, en la que se celebraba un partido de la NBA All-Star. Fue trasladado en una ambulancia a un hospital de Arizona para el tratamiento de las lesiones en la cara, incluyendo la fractura de los huesos faciales. Robert Carnes Jr., se identificó ante la policía como el gerente de negocios de Akon, la estrella de hip-hop, (pero fue posteriormente desmentido por el publicista de Akon), fue arrestado junto con Thomas Anderson Jr., y fueron acusados por sospechas de asalto y conducta desordenada. Los oficiales fueron llamados por la seguridad del hotel y fueron testigos de que Carnes golpeó a Knight en la cara dos veces antes de reducirlo.
A finales de marzo de 2009, Suge Knight estuvo implicado en el robo al productor de Akon, Detail. Según Christopher Walker, un empleado de Detail, en la mañana del 25 de marzo de 2009, cinco hombres armados irrumpieron en la casa de Detail, afirmando que tenían que saldar una deuda en nombre de Knight. Fueron robadas joyas valoradas en $170.000, junto con una llave de seguridad, un equipo estéreo y las llaves de un vehículo Mercedes. Walker afirma que el incidente está relacionado con el altercado ocurrido en febrero, en el Hotel W Scottdale.
En una entrevista en mayo de 2010, Suge Knight reconoció que las medidas de seguridad se habían reducido, lo que condujo al tiroteo y posterior muerte del rapero Tupac Shakur. Aunque no quiso admitir nada directamente, Knight dio a entender que fue decisión suya reducir el personal de seguridad para esa noche, lo que había sido uno de los misterios más importantes detrás del tiroteo Shakur en Las Vegas.
En una fiesta ofrecida por el rapero Chris Brown, en el club 10Ak de Los Ángeles, el fundador de Death Row Records, Suge Knight, recibió seis impactos de bala. En el ataque también resultaron heridos dos hombres y una mujer. El productor de 49 años fue trasladado en una ambulancia al hospital en donde se recuperó luego del violento incidente.
Cabe destacar que en 1996, Knight también resultó herido en el asesinato del rapero Tupac Shakur y en 2005, recibió un disparo en una pierna cuando disfrutaba de una fiesta ofrecida por Kanye West.
En 2015 durante el rodaje de Straight Outta Compton, Suge Knight atropelló a dos personas y una de ellas murió. Las imágenes fueron grabadas y en ellas se observa la premeditación de sus actos. Tras este hecho, fue judicializado y condenado a 28 años de prisión, condena que cumple en la actualidad.
Varios referentes de la cultura del hip-hop y exponentes del rap afirman que Knight es una de las caras más nefastas para la música, por su lista criminal y su personalidad, por los asesinatos de Tupac Shakur y Notorious B.I.G (dos grandes pérdidas dentro de la cultura del rap y el hip-hop). Se le acusa de haber intentado asesinar el Hip-Hop (se le nombra en un álbum del rapero NAS donde una de sus frases afirma: "Hip-Hop is dead").

## Lectura adicional
- The Killing of Tupac Shakur by Cathy Scott, Huntington Press, 1 de octubre de 2002, 235 páginas, ISBN 0-929712-20-X
- Have Gun Will Travel: The Spectacular Rise and Violent Fall of Death Row Records, Ronin Ro, Doubleday, 1998, 384 páginas, ISBN 0-385-49134-4
- Labyrinth: Corruption and Vice in the L.A.P.D.: The truth behind the murders of Tupac Shakur and Biggie Smalls por Randall Sullivan, Atlantic Monthly Press, 2 de abril de 2002, 384 páginas, ISBN 0-87113-838-7
- Suge Knight: The Rise, Fall, and Rise of Death Row Records: The Story of Marion 'Suge' Knight, a Hard Hitting Study of One Man, One Company That Changed the Course of American Music Forever por Jake Brown, Amber Books, 1 de octubre de 2001, 218 páginas, ISBN 0-9702224-7-5
- Biggie & Tupac. Dir. Nick Broomfield. Lafayette Films, 2002.
- Philips, Chuck. "Who Killed Tupac Shakur? How Vegas Police Probe Foundered." Los Angeles Times. 7 de septiembre de 2002, p. 1.
- Raftery, Brian M. "A B.I.G. Mystery." Entertainment Weekly. 27 de septiembre de 2002, p. 19.
- "Suge Knight Sentenced to 10 Months for Parole Violation." MTV.com. 31 de julio de 2003.
- Sullivan, Randall. LAbyrinth: A Detective Investigates the Murders of Tupac Shakur and Notorious B.I.G. New York: Atlantic Monthly Press. 2002.
- Welcome To Death Row. Dir. S. Leigh Savidge & Jeff Scheftel, 2001.